# Tycomarptes inferior
Tycomarptes inferior är en fjärilsart som beskrevs av Achille Guenée 1852. Tycomarptes inferior ingår i släktet Tycomarptes och familjen nattflyn. Inga underarter finns listade i Catalogue of Life.